# Istituto di Nostra Signora della Misericordia
L'Istituto di Nostra Signora della Misericordia (in inglese Institute of Our Lady of Mercy; sigla I.O.L.M.) sono un istituto religioso femminile di diritto pontificio.

## Storia
Le origini dell'istituto si ricollegano a quelle delle suore della misericordia fondate nel 1831 a Dublino da Catherine McAuley.
Le suore della misericordia nel 1839 aprirono la loro prima casa in Inghilterra e vi si diffusero rapidamente: la fondatrice aveva scelto per l'organizzazione del suo istituto una forma monastica, che prevedeva l'autonomia di ogni singola fondazione. L'istituto è nato dall'unione di una ventina di congregazioni autonome di suore della misericordia del Regno Unito ed ha ottenuto il riconoscimento di istituzione di diritto pontificio nel novembre 1983. 

## Attività e diffusione
Le suore si dedicano a opere in campo educativo, assistenziale e sociale.
Oltre che nel Regno Unito, sono presenti in Kenya, Italia, Perù e Romania; la sede generalizia è a Yeadon.
Alla fine del 2015 l'istituto contava 214 religiose in 51 case.